# Neferhotep III
Sekhemre-Sankhtawy (Neferhotep III) fou un faraó egipci de la dinastia XVI, que va governar a Tebes. El seu nom volia dir "El poder de Ra alimenta les Dues Terres". Fou fill probablement de Sekhemre-Sementawy Djehuty i va succeir al seu germà Sekhemresewosretawy (Sobekhotep VIII) segons l'ordre en què són esmentats al Papir de Torí. Segons aquest va regnar un any i mesos (vers 1625 aC) i el va succeir el seu germà Sankhenre (Mentuhotep VI) 